# 쩐히엔

쩐 폐제(베트남어: Trần Phế Đế / 陳廢帝, 1361년 4월 11일(음력 3월 6일) ~ 1389년 1월 3일(음력 1388년 12월 6일))는 베트남 쩐 왕조의 제11대 황제(재위: 1377년 ~ 1388년)이다. 휘는 쩐히엔(베트남어: Trần Hiện / 陳晛 진현)이며, 명사(明史)에서는 이름이 진일휘(陳日煒)이다. 존호는 헌천체도흠명인효황제(Hiến Thiên Thể Đạo Khâm Minh Nhân Hiếu Hoàng Đế/憲天體道欽明仁孝皇帝)이다. 칭호는 간황(Giản Hoàng/簡皇)이며, 시호는 폐위가 되어서 없다. 절일은 광천절(光天節)이다.

## 생애
제10대 황제 예종과 가자황후 여씨의 차남이다. 즉위 전 작위는 건덕대왕(베트남어: Kiến Đức Đại Vương / 建德大王)이다.
1377년 5월 13일(1377년 6월 19일), 아버지 예종(睿宗)이 참파와 전쟁으로 전사하자 황제로 즉위하였다. 
그러나 실권은 태상황인 큰아버지 예종(藝宗)이 권력을 쥐고 있었다. 또 진현이 나이가 어린 점에서 군권은 큰아버지 예종(藝宗)의 총애하는 신하이자, 외척이기도 한 호꾸이리(胡季犛)가 잡고 있었다. 호꾸이리는 참파와의 전쟁에서 전공을 세우고, 절대권력을 손에 쥘 정도로 다가왔다.
1388년 12월 6일(1389년 1월 3일), 호꾸이리의 전횡을 두려워하여 신하 여아부(黎亞夫)와 함께 호꾸이리를 제거를 시도를 하려고 했으나, 오히려 역으로 살해되었다. 향년 28세(만 27세)였다. 태상황 예종이 명을 내려 진현을 폐위시키고, 영덕왕(베트남어: Linh Đức Vương / 靈德王)으로 강등되었다. 며칠 후, 태상황 예종의 아들 쩐응웅(陳顒)을 황제로 옹립되었다.

## 가족관계

### 부모
- 부친 : 예종황제(Duệ Tông Hoàng Đế) 쩐낀(Trần Kính/陳曔/진경)
- 모친 : 가자황후(Gia Từ Hoàng Hậu/嘉慈皇后) 여씨(Lê thị/黎氏)

### 후비
- 광란황후(Quang Loan Hoàng Hậu/光鸞皇后) 쩐툭미(Trần Thục Mỹ/陳淑美/진숙미) - 제9대 황제 예종(藝宗)의 딸.

## 기년
| 영덕왕      | 원년            | 2년        | 3년        | 4년        | 5년        | 6년        | 7년        | 8년        | 9년        | 10년       |
| ----------- | --------------- | ---------- | ---------- | ---------- | ---------- | ---------- | ---------- | ---------- | ---------- | ---------- |
| 서력 (西曆) | 1377년          | 1378년     | 1379년     | 1380년     | 1381년     | 1382년     | 1383년     | 1384년     | 1385년     | 1386년     |
| 간지 (干支) | 정사(丁巳)      | 무오(戊午) | 기미(己未) | 경신(庚申) | 신유(辛酉) | 임술(壬戌) | 계해(癸亥) | 갑자(甲子) | 을축(乙丑) | 병인(丙寅) |
| 연호 (年號) | 창부(昌符) 원년 | 2년        | 3년        | 4년        | 5년        | 6년        | 7년        | 8년        | 9년        | 10년       |
| 영덕왕      | 11년            | 12년       |            |            |            |            |            |            |            |            |
| 서력 (西曆) | 1387년          | 1388년     |            |            |            |            |            |            |            |            |
| 간지 (干支) | 정묘(丁卯)      | 무진(戊辰) |            |            |            |            |            |            |            |            |
| 연호 (年號) | 11년            | 12년       |            |            |            |            |            |            |            |            |